# Радулович, Андрия
Андри́я Раду́лович (серб. Андрија Радуловић; род. 3 июля 2002, Котор) — сербский и черногорский футболист, вингер клуба «Воеводина» и сборной Черногории. Выступает на правах аренды за австрийский «Рапид (Вена)».

## Клубная карьера
Уроженец Котора, Андрия начал футбольную карьеру в академии местного клуба «Бокель». В 2014 году был признан лучшим молодым футболистом южного региона Черногории. Его игру заметили скауты белградского клуба «Црвена звезда», после чего он стал игроком академии этой команды. В основном составе «Црвены звезды» Радулович дебютировал 6 июня 2020 года в матче сербской Суперлиги против «Радника». Выйдя на замену во втором тайме, на 86-й минуте игры он реализовал пенальти своей команды, забив свой первый гол в своём дебютном матче.

## Карьера в сборной
Выступал за сборные Черногории до 15 и до 16 лет и за сборную Сербии до 17 лет.